# Jean-François Peyret
Pour les articles homonymes, voir Peyret.
Jean-François Peyret, né le 28 octobre 1945 à Paris, est un auteur et metteur en scène français.

## Biographie
Jean-François Peyret est auteur et metteur en scène. De 1982 à 1994, il crée avec Jean Jourdheuil une quinzaine de spectacles (écriture, traduction, mise en scène), souvent à partir de textes non dramatiques, de Montaigne à Lucrèce, faisant connaître l'œuvre d'Heiner Müller, parcours qui s'acheva avec Le Cas Müller, présenté à Avignon en 1991. En 1994, avec Sophie Loucachevsky, il réalise et anime le Théâtre-Feuilleton au Théâtre de l'Odéon. En 1995, il crée une nouvelle compagnie, tf2 (théâtre-feuilleton 2).
Depuis, avec Le Traité des Passions, Un Faust-Histoire naturelle (écrit avec Jean-Didier Vincent), les spectacles autour d'Alan Turing (Turing-machine, Histoire naturelle de l'esprit - suite et fin) ou Le Traité des formes (en collaboration avec Alain Prochiantz), qui eut pour prétexte Ovide (La Génisse et le pythagoricien) et Darwin (Les Variations Darwin), il se sert du théâtre pour imaginer des réflexions-rêveries autour du vivant et de l'artificiel, du corps et de la machine, des variations sur le thème du destin technique de l'homme. 
En collaboration avec Alain Prochiantz, Les Variations Darwin paraissent en juin 2005 aux éditions Odile Jacob. Reprenant les textes et matériaux des deux derniers spectacles écrits par les auteurs et créés au Théâtre national de Chaillot en 2003 et 2004, Des Chimères en automne et Les Variations Darwin, cet ouvrage est aussi l'occasion pour eux d'une confrontation autour de ce que le travail scientifique peut apporter à l'expérience théâtrale, de la nature de la science et de sa place dans la culture. Ce livre est également une réflexion sur le processus de fabrication d'un spectacle de théâtre aujourd'hui.
En 2005, avec Le Cas de Sophie K, Jean-François Peyret continue son exploration du rapport entre l'imaginaire des artistes et l'imaginaire des scientifiques en se confrontant à Luc Steels, spécialiste de l'intelligence artificielle.
En 2008, il crée, en collaboration avec Françoise Balibar et Alain Prochiantz, Tournant autour de Galilée, au Théâtre national de Strasbourg et au Théâtre national de l'Odéon. Le grand savant y est représenté par sa fille Virginia, "clôturée" à 13 ans chez les clarisses, et qui y connut la vie rude du couvent, la faim, le froid, l'ennui. C'est sa correspondance avec son père que Jeanne Balibar donne à entendre sur le plateau, aux côtés d'un Olivier Perrier qui tente d'en découdre avec la pensée montaignienne, d'un Frédéric Kunze qui ne sait plus que faire de la grande pièce scientifique de Brecht, La Vie de Galilée, et de quelques danseuses, invitées à aller chercher la clarisse en elles. 
En 2010, à l'invitation de l'Experimental Media and Performing Arts Center à Troy, aux États-Unis, Jean-François Peyret s'empare de la figure d'Henry David Thoreau, comme d'un spectre qui hanterait notre monde technologique. À partir de Walden ou la vie dans les bois, il a proposé des soirées work-shop au Théâtre Paris-Villette en juin 2010, ainsi qu'une installation, Walden memories, au Fresnoy-Studio national des arts contemporains. Le travail se poursuivra en 2011, et la pièce sera jouée au Théâtre national de la Colline en janvier 2014.
En 2011, il crée la pièce Ex vivo / In vitro, coécrite avec le neurobiologiste Alain Prochiantz au théâtre de la Colline, autour de la procréation médicale assistée. En 2015, il consacre un spectacle à Steve Jobs, avec le comédien Jos Houben, intitulé Citizen Jobs (Le 104, 2015). Son dernier spectacle, La Fabrique des monstres, Démesure pour mesure, s'intéressait au mythe de Frankenstein à travers le roman éponyme de Mary Shelley (Théâtre Vidy, Lausanne, 2018). 
En 2017, Jean-François Peyret a participé au colloque "Le rêve des formes : Arts, sciences & cie".
Au printemps 2020 à Grenoble, il lance son Petit bréviaire tragique à l'usage des animaux humains du XXIè siècle, en collaboration avec des artistes et chercheurs proches, des jeunes comédiens et musiciens. Le spectacle se bouscule aux postes-frontières homme/animal. Une expérimentation, une affaire de transmission et d'héritage sans testament. 
Jean-François Peyret est également enseignant : universitaire à l'Institut d'Etudes Théâtrales (Paris 3), il est également intervenu au sein de formations artistiques au Théâtre National de Strasbourg, à l'Ecole Régionale d'Acteurs de Cannes, à l'ENSATT, à la Manufacture de Lausanne, au Fresnoy (Studio National des Arts Contemporains), au Conservatoire Départemental d'Orléans et travaillera, pour son prochain projet en 2020, avec des étudiants de 4ème année du Conservatoire National Supérieur d'Art Dramatique de Paris.  

### Articles et ouvrages de Jean-François Peyret
- Peyret Jean-François, La Théâtralité du communisme, Paris, Éditions de L’Herne.
- Peyret Jean-François, Cervantès Intermèdes, in L’Avant-scène, Paris, avril 1984, no 747, Paris.
- Peyret Jean-François, Le rocher, la lande, la librairie, in L’Avant-scène, Paris, avril 1984, no 747.
- Peyret Jean-François, « Moi-même par Montaigne. Un extrait », in Cahier Pierre-Baptiste, « Nous / Je », décembre 1984, 3, La Tour d’Aigues : Cahiers Pierre-Baptiste / Actes Sud.

Lettres de l’Arétin, Choisies et traduites par PEYRET Jean-François et LA ROCCA Valentina, Comédie de Genève, Théâtre National de Strasbourg, Actes Sud, 1985.
- Peyret Jean-François, « Heiner Müller ou le testament introuvable », Entretien avec BANU Georges, Alternatives Théâtrales, no 37, p. 51-52, Bruxelles : Alternatives Théâtrales.
- Peyret Jean-François, « L’homme qui ne prenait pas Franz Kafka pour un chapeau melon », in Théâtre/Public, 1996, no 128, Gennevilliers : Théâtre de Gennevilliers.
- Peyret Jean-François, VINCENT Jean-Didier, Faust, Une histoire naturelle, Paris : Odile Jacob, 2000.
- Peyret Jean-François, PROCHIANTZ Alain, La Génisse et le pythagoricien, Paris : Odile Jacob, 2002.
- Peyret Jean-François, PROCHIANTZ Alain, Les Variations Darwin, Paris : Odile Jacob, 2005.

Le Cas de Sophie K, spectacle de  PEYRET Jean-François et STEELS Luc, mise en scène de PEYRET Jean-François.
- PEYRET Jean-François, « Ce que ne pas dialoguer veut dire », in Revue d’Études Théâtrales, Dialoguer : un nouveau partage des voix, Volume I. Dialogismes 2005, no 33, Textes réunis par SARRAZAC Jean-Pierre et NAUGRETTE Catherine, Louvain-la-Neuve : Études Théâtrales.
- PEYRET Jean-François, « Lettre à JPS, Carnets », in Revue d’Études Théâtrales, La Réinvention du drame (sous l’influence de la scène), 2007, no 38-39, Textes réunis par SARRAZAC Jean-Pierre et NAUGRETTE Catherine, Louvain-la-Neuve : Études Théâtrales.
- PEYRET Jean-François, "Comment j'ai expérimenté", In actu, De l'expérimental dans l'art, Brauxelles : Les Presses du réel, 2009.
- SHAKESPEARE William, Quarante Sonnets, Traduction de PEYRET Jean-François, Arles : Actes Sud, 1990.

### Articles et travaux universitaires sur Jean-François Peyret
- BALLAY, Jean-François, Disparition de l'homme et machinerie humaine sur la scène contemporaine. Denis Marleau, Heiner Goebbels, Jean-François Peyret, thèse de doctorat, sous la direction de Marie-Madeline Mervant-Roux, Université Paris 3 Sorbonne Nouvelle, 2012.
- BALLAY, Jean-François, "Re: Walden, jouer Echo contre Narcisse. L'art poétique sonore de J-F Peyret", revue L'Annuaire théâtral, N° 56, Montréal, décembre 2015
- BALLAY, Jean-François, "Re: Walden, une issue au monde ? Machine à écrire théâtrale de Jean-François Peyret", in Le souci du monde, le souci de soi, ouvrage collectif, L'Harmattan, collection Arts & Médias, Paris, 2015
- BENHAMOU Anne-Françoise, « Échappées », Entretien avec Jean-François PEYRET, Outre-scène, La Revue du Théâtre National de Strasbourg, Pourquoi êtes vous metteur en scène ?, mai 2005, no 6, Théâtre National de Strasbourg.
- BUTEL Yannick, La Génisse et le pythagoricien, Play letter no 3,
- BUTEL Yannick, « Jean-François Peyret…De la séduction, du charme », Double Jeu, 2007, no 4, Presses Universitaires de Caen.
- DUFOUR Dany-Robert, « La Machine Jourdheuil-Peyret », Théâtre/Public, juillet-août 1991, no 100, Gennevilliers : Théâtre de Gennevilliers.
- LÉPINOIS Gérard, « Contre la guerre des dieux : la nature des choses, Jourdheuil-Peyret »,  Théâtre/Public, mai-juin 1991, no 99, Gennevilliers : Théâtre de Gennevilliers.
- Peyret Jean-François, « Mettre en scène en tant qu’homme », Propos recueillis par BENHAMOU Anne-Françoise, Outre-scène, La Revue du Théâtre national de Strasbourg, « Metteuses en scène : le théâtre a-t-il un genre ?", mai 2007, no 9, Théâtre national de Strasbourg.
- Peyret Jean-François, VALERO Julie, « Jean-François Peyret ou la stratégie de l’invitation », Registres, Théâtre et interdisciplinarité, 2008, no 13, Paris : Institut d'études théâtrales, Paris 3 Sorbonne Nouvelle.
- VALERO Julie, Entre pratique et poétique : l'espace autobiographique de trois auteurs et metteurs en scène contemporains. Carnets et journaux de Didier-Georges Gabily, Jean-Luc Lagarce et Jean-François Peyret, Thèse de doctorat, sous la direction de Catherine Naugrette, Université Paris 3 - Sorbonne Nouvelle, 2009.
- SADOWSKA-GUILLON Irène, « Bobigny MC 93, Le Cas Müller de Jean Jourdheuil et Jean-François Peyret. Du temps de l’histoire au temps de l’art », Acteurs, novembre-décembre 1990, no 84-85, Arles : Actes Sud.
- TEMKINE Raymonde, « Jourdheuil-Peyret. Un partage des responsabilités », Europe, Le Théâtre ailleurs autrement, octobre 1989, no 726, Paris.

### Revues
- Patch, Revue du Centre des écritures contemporaines et numériques, no 11, Mons, mars 2010.
- Alternatives théâtrales, no 102-103, Bruxelles, Belgique, 4e trimestre 2009.